# Lucía Caram
Lucía Caram Padilla (Tucumán, Argentina, 21 de octubre de 1966) es una monja Argentina, cocinera, escritora y locutora argentina, que en la actualidad reside en España.

## Biografía
Lucía nació en Tucumán, la quinta de siete hermanos, en una familia de ascendencia libanesa. Fue educada en un colegio religioso.
Durante la dictadura que afectó a Argentina desde 1976 a 1983, su provincia, Tucumán, fue duramente castigada por la represión militar, y según ella ha declarado «fue ahí (donde) me encontré con el sufrimiento de la gente y con la pregunta de por qué la violencia. Esa fue la primera semilla de mi vocación».
Lucía Caram vive desde 1994 en España y reside en el Convento de Santa Clara de Manresa en Barcelona. Es la impulsora de la Fundación Rosa Oriol.

## Visión política
Lucía se manifiesta en contra de la corrupción,[cita requerida] a favor de los más pobres, a favor de los políticos presos en Cataluña,
 -y de algunos personajes cercanos- y a favor -directa o indirectamente- del separatismo catalán. Además, ha hecho declaraciones a favor de los homosexuales y sobre su posibilidad abierta de incorporarlos dentro del matrimonio convencional, así como a favor de la acogida de inmigrantes y refugiados en España.
Lucía considera que el papel de la mujer «no ha sido reconocido dentro de la iglesia» y que vivimos en una sociedad «machista y patriarcal». En declaraciones a EITB, expresó su idea de que la iglesia debía «renovarse para afrontar el aborto y los métodos anticonceptivos» ya que ella no podía «forzar a ninguna mujer a abortar».

## Televisión
Ha colaborado en el programa Las mañanas de Cuatro. También participa en el Canal Cocina, con su programa de recetas titulado Sor Lucía. El programa también se emite para América Latina por el canal El Gourmet.

## Reconocimientos

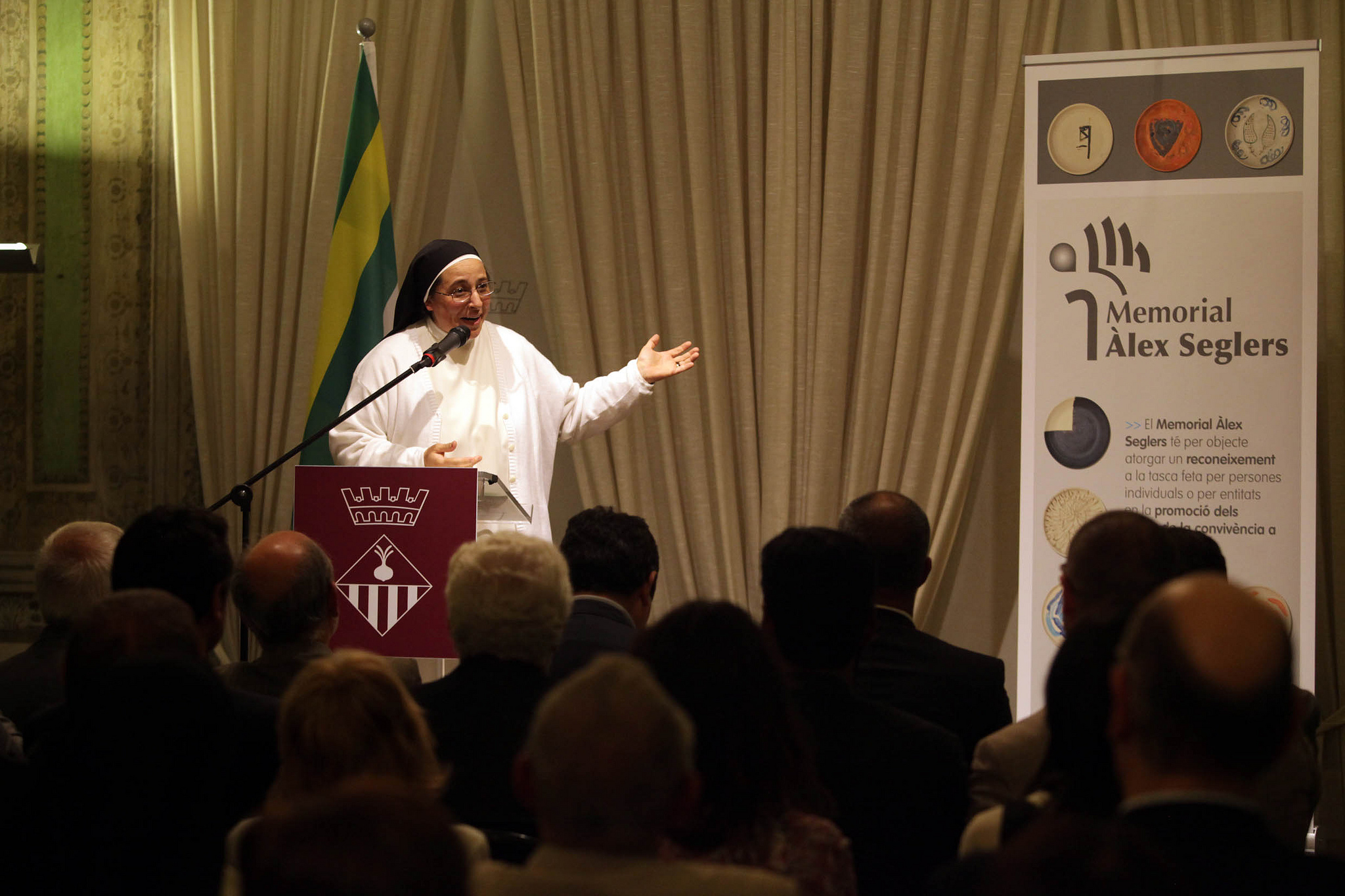
Sor Lucía Caram en la entrega del premio del Primer Memorial Àlex Seglers en 2006.

En 2006 recibió el premio Memorial Àlex Seglers  en reconocimiento a su actividad en favor del ecumenismo, como la creación del Grupo de Diálogo Interreligioso en Manresa y su participación en la organización del II Parlamento Catalán de las Religiones en 2006.
En 2015, fue galardonada con el Premio Catalán del Año, del El Periódico de Cataluña y los espectadores del programa "Els matins" (Las mañanas) de TV3.

## Polémicas
En enero de 2017, en el programa Chester in love, conducido por Risto Mejide, sor Lucía declaró que San José y la Virgen María habían mantenido relaciones sexuales como cualquier pareja normal, lo que levantó gran polémica en la comunidad religiosa de las Dominicas.

## Libros
- 1995,  Vive tu fe ¡El Catecismo en crucigramas! (ISBN 978-84-85803-59-0)
- 1997, El Evangelio en crucigramas (ISBN 978-84-89761-79-7)
- 1999, Saludablemente bien: la homeopatía y la humanización de la ciencia (ISBN 978-84-84070-77-1)
- 2000, Nueva oración de los fieles I (ISBN 978-84-8407-096-2)
- 2000, Nueva oración de los fieles II (ISBN 978-84-8407-097-9)
- 2004, Catalina de Siena: el coraje en la Iglesia  (ISBN 978-84-72395-83-1)
- 2012, Mi claustro es el mundo
- 2014, Estimar la vida (ISBN 978-84-16154104)
- 2014, A Dios rogando (ISBN 978-84-15880-82-0)
- 2014, Amar la vida y compartirla
- 2015, Sor Lucía se confiesa (ISBN 978-84-16256-78-5)
- 2015, Las recetas de Sor Lucía Caram (ISBN 9788416245000)